# Carbajosa de Armuña
Carbajosa de Armuña es una localidad española del municipio de Castellanos de Villiquera, perteneciente a la provincia de Salamanca, en la comunidad autónoma de Castilla y León.

## Historia
Hacia mediados del siglo XIX, el lugar, por entonces con ayuntamiento propio, tenía contabilizada una población de 189 habitantes. Aparece descrito en el quinto volumen del Diccionario geográfico-estadístico-histórico de España y sus posesiones de Ultramar de Pascual Madoz con las siguientes palabras:

CARBAJOSA DE ARMUÑA: l. con ayunt. en la prov., part. jud. y dióc. de Salamanca (2 1/2 leg.), aud. terr. y c. g. de Valladolid: sit. la mitad del pueblo en una llanura, y la otra mitad en una pequeña ladera al O.: el clima es frio. Tiene 60 casas, escuela de primeras letras dotada con 700 rs., concurrida por 40 niños, y una igl. parr. de primer ascenso (San Vicente), servida por un ecónomo esclaustrado que tiene por anejos al desp. Abarcoso (1/4 leg.), Aldea-lama (1/2) y á Lagunas-rubias (2 1/2): en el térm. á unas 400 varas de dist. se encuentran 2 ermitas, una de ellas dedicada á Ntra. Sra. de la Guia, y la otra á Sta. Bárbara, sit. en una ladera bastante pendiente al N. del pueblo. Confina el térm. N. con el de Negrilla (1/4 leg.); E. La Valles (1/2); S. Aldea-lama (1/4) y O. Narros (1/4); en él se halla una charca de que se hablará, y á 1/4 leg. una fuente de medianas aguas: el terreno es de primera, segunda y tercera calidad; y el número de huebras de pasto y labor sin arbolado, pueden calcularse en 1,400 que se labran á 2 hojas, y su fertilidad puede calcularse de 7 á 8 fan. por una de sembradura. prod.: toda clase de granos, especialmente trigo candeal y algun ganado. ind.: la agricola. pobl. 48 vec., 189 alm.: cap. terr. prod. 808,456 rs. imp. 27,219; valor de los puestos públicos 1,288: el presupuesto municipal asciende á unos 2,500 rs. y se cubre en parte con el producto del arriendo de un charca que hay inmediata al pueblo hácia la parte N., donde se crian tencas, y el resto por reparto vecinal.
(Madoz, 1846, p. 528)

El municipio de Carbajosa de Armuña desapareció en 1976, al incorporarse al de La Mata de Armuña. En la actualidad, pertenece al municipio de Castellanos de Villiquera. En 2023, la entidad singular de población tenía empadronados 38 habitantes y el núcleo de población, 35.